# 亚玛力人

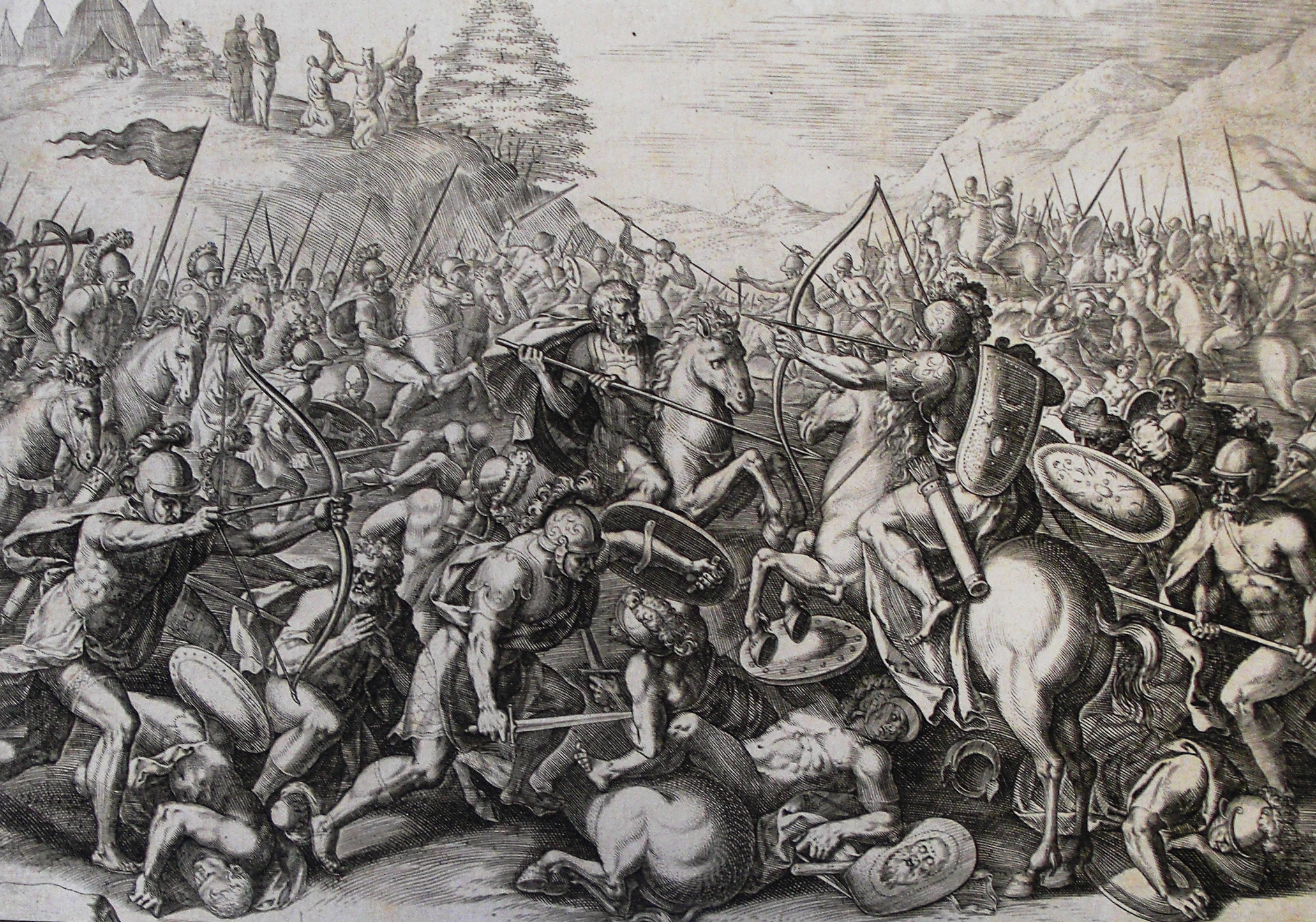
菲利普·梅德赫斯特画作《约书亚与亚玛力人交战》

亚玛力人 (英语：Amalek，/ˈæməlɛk/; 希伯來語：‎, ‘Ámālēq, 阿拉伯语：‎ ‘Amālīq) 是一个民族，天主教譯名阿瑪肋克人，在希伯来圣经中被描述为以色列人的敌人。“亚玛力” （阿瑪肋克）这个名字可以指这个民族的先祖，以扫的孙子，他的后裔就是希伯来圣经中的亚玛力人；也可以指他们居住的亚玛力地。

## 希伯来圣经中的亚玛力人
根据圣经，亚玛力是以利法（以扫的儿子，以东人的祖先）和他的妾亭纳所生的儿子。亭纳是西珥的儿子罗坍的妹妹。 亚玛力人被描述为“以扫子孙的首领” 据推测，他统治着一个以他命名的部落或领地。
“亚玛力人”被认为是以扫之孙亚玛力的后裔。 在巴兰的诗歌中，称“亚玛力原为诸国之首” 一位现代学者认为这证明了亚玛力人非常古老。辣什拉比说他们最早与以色列交战。 第一世纪罗马-犹太学者和历史学家弗拉维奧·約瑟夫斯将亚玛力人贬为“私生子”。(νόθος)。

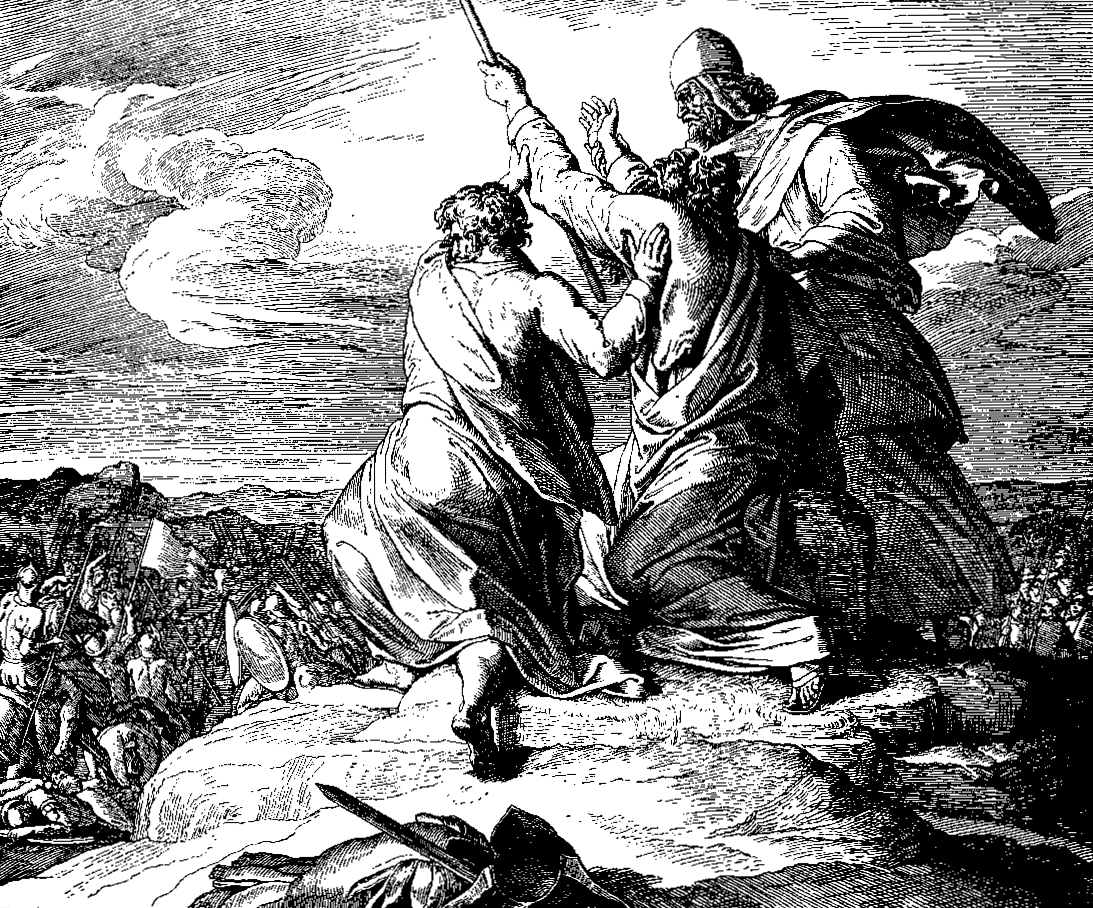
《与亚玛力人交战》（1860年），作者：朱利叶斯·施诺尔·冯·卡罗斯菲尔德 出埃及记17:8-16。

根据《圣经》，亚玛力人居住在內蓋夫。他们似乎居住在迦南南部农业区的边缘，具有游牧或半游牧的生活方式。 这可能是基于这个部落群体与古以色列草原地区和加低斯地区的联系（创世记14:7）。
作为一个民族，亚玛力人被认为是以色列人的宿敌：
- 在出埃及记 17:8–16，亚玛力人在旷野与以色列交战。约书亚奉摩西之命率领以色列出战，摩西在山顶上观看。摩西何时举手，以色列人就得胜；何时垂手，以色列人就失败。这样，他在整场战斗中一直举手，有两个助手扶着他的手，使以色列人得胜。
- 在《申命记》25:17-19，要求以色列人获得应许之地后，“要将亚玛力的名号从天下涂抹”，以报复亚玛力人在出埃及的路上对他们所做的事。早些时候，在《申命记》7:1-16和申命记 25:16–18中，命令他们彻底灭绝应许之地所有偶像崇拜的民族；在撒母耳记上十五章，扫罗王因为留下亚甲王，而失去耶和华的喜悦。